# Paineiras
Paineiras este un oraș în Minas Gerais (MG), Brazilia.